# Breda bistriata
Breda bistriata là một loài nhện trong họ Salticidae.
Loài này thuộc chi Breda. Breda bistriata được Carl Ludwig Koch miêu tả năm 1846.